# Jean Henriet
Jean Henriet (1932 – 2 giugno 2000) è stato uno schermidore belga, vincitore di una medaglia di bronzo ai campionati mondiali di scherma.